# 银城铺站
银城铺站是一个京哈铁路上的铁路车站，位于河北省唐山市丰润区银城铺乡，建于1975年，隶属于北京铁路局唐山车务段管辖，目前为四等站。邮政编码为063030。目前客运：不办理旅客乘降；不办理行李、包裹托运；货运：办理整车货物发到；不办理危险货物发到。

## 周边环境
银城铺站设有连接唐山轨道客车厂内线路的联络线。